# Ach, die Augen sind es wieder
Ach, die Augen sind es wieder est une mélodie pour voix et piano de Nadia Boulanger composée en 1908 sur un poème de Heinrich Heine.

## Présentation
Ach, die Augen sind es wieder (ou « Mélancolie » en français) est composé en 1908. La mélodie, pour voix et piano, est écrite sur un poème de Heinrich Heine (traduction française de Michel Delines).
L'incipit de l'œuvre est : « Ach, die Augen sind es wieder [Ah ! Ce sont les mêmes yeux] ».
Les manuscrits autographes de la mélodie sont conservés à la BnF (Ms. 19497 ; signé et daté « Nadia Boulanger / Gargenville 11 septembre / 1908) et à la Fondation internationale Nadia et Lili Boulanger.
La partition existe sous forme d'une épreuve corrigée, conservée à la Fondation internationale Nadia et Lili Boulanger, qui porte le cotage J.6018.H. (Paris, J. Hamelle), mais aucun exemplaire définitif n'a été retrouvé. Avec le déclenchement de la Première Guerre mondiale, l'édition de la partition est restée en suspens, jusqu'à une publication par Alphonse Leduc en 2017 au sein du recueil Mélodies pour voix moyenne, vol. 2 (AL 30 752). 

## Création
La mélodie est créée le 19 février 1909 à Paris lors d'un concert « Five O'clock du Figaro », par Rodolphe Plamondon (chant) et Nadia Boulanger (piano), sous le titre Trois Mélodies inédites, traduction française : Ce sont encore tes yeux, avec Cantique et Pour Elle. Elle est reprise le 1er février 1913 à Karlsbad, Deutschen Lyceum, par Germaine Sanderson et Nadia Boulanger.

## Commentaires
Ach, die Augen sind es wieder est d'une durée moyenne d'exécution de deux minutes environ.
L'œuvre fait partie, avec O Schwöre nicht et Was will die einsame Thräne, d'un triptyque de trois mélodies en allemand composées par Nadia Boulanger en 1908 sur des poèmes de Heinrich Heine,. La musicologue Alexandra Laederich relève que c'est « la seule fois que la compositrice fait référence aux grands lieder romantiques car ses sources d'inspiration poétiques sont plutôt symbolistes [...] et surtout contemporaines ».
Dans le catalogue des œuvres de la compositrice établi par Alexandra Laederich, la pièce porte le numéro NB 29.

## Discographie
- Mademoiselle - Première Audience : Unknown Music of Nadia Boulanger, Alek Shrader (ténor) et Lucy Mauro (piano), Delos DE 3496, 2 CD, 2017[5] — premier enregistrement mondial.
- Les heures claires : The Complete Songs : Nadia & Lili Boulanger, Lucile Richardot (mezzo-soprano) et Anne de Fornel (piano), Harmonia Mundi HMM 902356.58, 3 CD, 2023[6].